# Stablasti petoprst
Stablasti petoprst (stablasti petolist, petoprst drškasti; lat. Potentilla caulescens), vrsta trajnice iz porodice ružovki, raširena po središnjoj i južnoj Europi, uključujući i Hrvatsku.

## Opis
Naraste 10 do 30 cm dugom, s manje više poleglom drvenastom stabljkom. Listovi su prstasti, cvjetovi bijeli, 1,4-2,2 cm u promjeru, cvatu od kasnog ljeta do rane jeseni. Raste obično u vapnenačkim pukotinama po planinnama južne Europe.

## Paraziti
Od parazita napadaju je Podosphaera aphanis, Phyllocoptes parvulus, Stigmella anomalella.

## Podvrste
- Potentilla caulescens subsp. achhalii Romo; endem Maroka
- Potentilla caulescens subsp. caulescens; Njemačka (Bavarska); Švicarska; Lihtenštajn; Austrija; Španjolska; Baleari; Francuska; Italija; Slovenija; Hrvatska; Bosna i Hercegovina; Crna Gora; Sjeverna Makedonija
- Potentilla caulescens subsp. djurjurae (Chabert) Romo; endem Alžira
- Potentilla caulescens subsp. mesatlantica (Maire) Chamboul., Dobignard & Léger; endem Maroka
- Potentilla caulescens subsp. nebrodensis (Strobl ex Zimmeter) Arrigoni; Sardinija, Italija, sicilija.

## Sinonimi
- Fragaria caulescens (L.) Crantz in Stirp. Austr. Fasc. 2: 20 (1763)
- Fragariastrum caulescens (L.) Schur in Sert. Fl. Transsilv.: 23 (1853)
- Potentilla alba var. caulescens (L.) Lam. in Fl. Franç., éd. 2, 3: 118 (1795)
- Trichothalamus caulescens (L.) Spreng. in Anleit. Kenntn. Gew., ed. 2, 2(2): 864 (1818)